# Sociedade Brasileira de Belas Artes
A Sociedade Brasileira de Belas Artes (SBBA) é uma entidade de utilidade pública que tem como objectivo a promoção e a divulgação das artes plásticas. Localiza-se no histórico edifício do séc. XVIII Solar do Marquês do Lavradio situado no Centro do Rio de Janeiro, no bairro da Lapa,  na Rua do Lavradio, nº 84.

## História
A Sociedade Brasileira de Belas Artes (SBBA) foi fundada em 10 de agosto de 1910 no Rio de Janeiro sob o nome Centro Artístico Juventas e, em 1 de Julho de 1919, foi aprovado o nome definitivo de “Sociedade Brasileira de Belas Artes”. Com decreto da Republica dos Estados Unidos do Brasil de 20 de setembro de 1922, considera-se a SBBA uma entidade de utilidade pública que tem como objectivo a promoção e a divulgação das belas artes. 
Ao longo dos anos, a Sociedade teve que mudar a sede várias vezes. A partir de 1967, com uma lei do Parlamento do governo fluminense, foi cedido à  Sociedade Brasileira de Belas Arte o histórico edifício do séc. XVIII do Solar do Marquês do Lavradio onde, até hoje, a SBBA passou a sediar definitivamente.

## Organização
Através dos anos, a Sociedade Brasileira de Belas Artes, vem fazendo um trabalho acadêmico de divulgação e de ensino de técnicas das artes plásticas com cursos diários. 
Além do histórico edifício do Solar do Marquês do Lavradio que hospeda a sua sede, a Sociedade Brasileira de Belas Artes também tem um importante acervo que foi acumulado a partir de 1960 e tombado em 1985 pelo Instituto Estadual do Patrimônio Cultural  e que recolhe objetos e mobiliário de época e abriga obras de artistas brasileiros e internacionais como, entre outros, Arthur Timótheo da Costa, Eliseu Visconti, Marques Júnior, Manuel de Araújo Porto-Alegre e Candido Portinari.